# Christof Wackernagel
Christof Michael Wackernagel (Ulm, 27 d'agost de 1951) és un actor, escriptor i activista polític alemany, ex-militant de la segona generació de la Fracció de l'Exèrcit Roig (RAF). El 1980 fou condemnat a 15 anys de presó per intent d'assassinat i pertinença a organització terrorista. El 1983 es va distanciar de la RAF i va acabar complint dos terços de la condemna.

## Orígens i família
Wackernagel és fill de la parella d'artistes Peter Wackernagel (1913–1958), director artístic del teatre d'Ulm, i de l'actriu Erika Wackernagel (1925–1995), en un entorn familiar d'ascendència jueva. Als set anys es va quedar mig orfe quan va morir el seu pare i el 1960 la seva mare es va traslladar a Múnic amb ell i la seva germana Sabine, on es va casar l'any 1961 amb l'arquitecte Heinrich Guter (1925-2015). El seu padrastre va formar part del grup de resistència antifeixista La Rosa Blanca i per això va ser empresonat pels nazis acusat d'alta traïció. La seva germana Sabine Wackernagel (Stuttgart, 1947) i la seva neboda Katharina Wackernagel (Friburg, 1978) també són actrius reeixides. El seu nebot i germà de Katharina, Jonas Grosch, és director de cinema i l'any 2007 va publicar un documental sobre Wackernagel amb el títol Der Weiße mit dem Schwarzbrot («El blanc amb el pa negre»).
Wackernagel va abandonar prematurament l'institut i va fer el seu primer paper protagonista a la pel·lícula de 1967 Tätowierung («Tatuatge»), la qual va participar al concurs de la Berlinale de 1967, i posteriorment el 1968 a Engelchen oder Die Jungfrau von Bamberg («L'angelet o la Verge de Bamberg»). A partir d'aleshores va interpretar altres personatges i l'any 1980 la revista Der Spiegel el va qualificar de «jove estrella de cinema». A principis de la dècada de 1970 va arribar a Stuttgart i va continuar treballant com a actor, assumint diverses altres feines per garantir la seva subsistència. També va fer les seves pròpies pel·lícules en vídeo com ara Der Vietnamkrieg ist in der BRD noch nicht zu Ende («Vietnam encara no s'ha acabat a la RFA»), en la qual l'any 1976 va filmar la festa anual als jardins del canceller de la RFA Helmut Schmidt mentre s'exposa en el documental la posició dels governants de la República Federal d'Alemanya amb relació a la Guerra del Vietnam i els seus detractors.

## Militància revolucionària
Juntament amb dos amics comunistes, va comprar una impremta anomenada «Fantasia», la qual va editar literatura revolucionària i propaganda de Suport Roig (Rote Hilfe e.V.), fins al punt que van haver de rebutjar peticions que consideraven massa perilloses. Cada vegada es va implicar més en l'ajuda als interns i en contra de les condicions de detenció considerades com a «tortura d'aïllament». Fins i tot va treballar com a tècnic de so en el procés de Stammheim de la mà de l'advocat del cas, Klaus Croissant. La seva trajectòria editorial es va acabar quan va participar en el trasllat de l'impremta al Deutschherrenschloß Dätzingen per després acomiadar-se bruscament de l'empresa. Fruit d'aquella col·laboració amb Croissant, va conèixer a Volker i Angelika Speitel, dues peces clau de la segona generació de la RAF i que van ser condemnats a presó perpètua per assassinar un policia. També es va posar en contacte amb Ralf Friedrich, que es va exiliar a la República Democràtica d'Alemanya després d'abandonar la RAF, i Arndt Müller, estret col·laborador de Croissant que va ser condemnat per traficar amb armes a la presó de Stammheim. Amb tots ells va viure en una comuna i va participar en els comitès d'ajuda contra les condicions de detenció excessives dels militants empresonats de la RAF.
A principis de 1977 es va unir a la Fracció de l'Exèrcit Roig (RAF) i va passar a la clandestinitat l'estiu d'aquell mateix any. Durant la Tardor alemanya va ser buscat com a terrorista. El 10 de novembre de 1977, la policia neerlandesa i detectius alemanys van intentar arrestar-lo, amb el seu company de militància Gert Schneider, quan acabaven d'arribar a Amsterdam volant amb noms falsos des de Bagdad via Praga. El seu apartament al carrer Baden Powellweg d'Amsterdam feia temps que estava vigilat per la policia i van esperar que els dos sospitosos sortissin de casa la nit del 10 de novembre de 1977 per anar a una cabina telefònica propera al carrer Domela Nieuwenhuisstraat. Un dels detectius alemanys s'hi va apropar i va obrir la porta de la cabina telefònica, van intercanviar algunes paraules i després van sonar trets de pistola. Segons va confirmar més tard el Ministeri de Justícia dels Països Baixos, els oficials de policia neerlandesos van obrir foc. Segons l'acusació, la resposta de Wackernagel va ser disparar quatre trets dirigits i la de Schneider detonar i llançar una granada de mà cap als oficials. Després de ser disparats diverses vegades, els activistes van ser ferits, Schneider especialment greu, i detinguts. D'altra banda, tres dels deu policies també van resultar ferits de bala.
Per la seva mare de Wackernagel, l'actriu Erika Wackernagel, el responsable directe de la deriva política del seu fill va ser Klaus Croissant, l'advocat de Stuttgart responsable de la defensa de la primera generació de la RAF al judici del procés de Stammheim, el qual fou condemnat a dos anys i mig de presó per donar suport a una organització criminal.

## Condemna i presó
El 1979 va ser condemnat a 15 anys de presó als Països Baixos. El 15 d'octubre de 1980 va ser traslladat a Alemanya i, davant del Tribunal Regional Superior de Düsseldorf, va ser ratificada la condemna de 15 anys de presó per intent d'assassinat i pertinença a organització terrorista. Els antics membres de la RAF, Volker Speitel i Hans-Joachim Dellwo, el van posar sota molta pressió durant el procés, i pocs anys després, el 1983, es va distanciar de la RAF. Durant l'empresonament va començar a escriure i l'any 1984 va publicar la seva primera novel·la i, el 1986, el seu primer volum de poesia.
A partir de 1984, Claus Peymann, l'aleshores director del Teatre Dramàtic de Bochum (Bochumer Schauspielhaus), un destacat defensor de l'alliberament de Wackernagel, va arribar als titulars de premsa política quan Bernhard Worms, líder parlamentari de la Unió Demòcrata Cristiana d'Alemanya (CDU) al parlament estatal de Renània del Nord-Westfàlia, es va pronunciar en contra de les pretensions de llibertat. Herman van Hoogen, el policia que el va detenir, també va demanar la seva llibertat anticipada. L'any 1986 va obtenir la un règim parcial d'empresonament i va poder treballar com a ajudant de direcció i dramaturg al Teatre Dramàtic de Bochum a partir del mes d'agost. L'any 1987, després de complir dos terços de la condemna a considerar des de 1977, va ser posat en llibertat condicional.

## Després de la presó
Al principi, va tornar a participar activament en la representació de papers escènics però, a partir de 1991, l'èxit inicial va disminuir, segons ell perquè «voyeurisme terrorista» havia acabat. Des de mitjans dels anys 1990, va aparèixer de nou en diverses pel·lícules i sèries de televisió. També va escriure llibres, pintar quadres, produir obres per a la ràdio i va tornar a ser políticament actiu. El 1992 va rebre el Premi Alfred Müller Felsenburg de literatura transversal.
Wackernagel va viure uns deu anys a Bamako, la capital de Mali. El 2007, dirigit pel seu nebot Jonas Grosch, es va estrenar el documental Der Weiße mit dem Schwarzbrot («El blanc amb el pa negre») sobre la seva vida a Mali amb el músic Madou Coulibaly, la seva mestressa de casa Assa i l'intent fallit de muntar una fleca integral amb els malians. En les converses amb Wackernagel, també es va reflectir la seva vida anterior a Alemanya. Des de llavors va tornar a Alemanya amb el seu fill Peter i viu a Ottobrunn, a prop de Múnic. La mare del seu fill Peter, Batoma Daou, es va quedar a Mali.

## Obres

### Pel·lícules seleccionades
Algunes de les pel·lícules de les que ha participat com a actor són les següents:
- 1967: Tätowierung («Tatuatge»)[1]
- 1968: Engelchen oder Die Jungfrau von Bamberg («L'angelet o la Verge de Bamberg»)
- 1968: Bis zum Happy End
- 1969: Engelchen macht weiter, hoppe - hoppe Reiter[17]
- 1969: Al Capone im deutschen Wald
- 1970: Der Bettenstudent oder: Was mach' ich mit den Mädchen?
- 1970: Dr. Meinhardts trauriges Ende
- 1976: Der Vietnamkrieg ist in der BRD noch nicht zu Ende (com a director)
- 1977: Achsensprung
- 1989: 10 Minuten Berlin (curtmetratge)
- 1989: Das schreckliche Mädchen
- 1990 Spieler
- 1992: Die Quelle
- 1992: Der Verdacht
- 1992: 'Der Wahlkampf
- 1992: Die Machtprobe
- 1992: Bennos Patzer
- 1992: Frühlingsgefühle
- 1993: Ein Mann für jede Tonart
- 1994: Einfach nur Liebe
- 1994: Sahnesauce
- 1994: Der bewegte Mann
- 1996: Männerpension
- 1996: Der Tag, als die Fische das Aquarium verließen
- 1997: Blutige Scheidung
- 1998: Kai Rabe gegen die Vatikankiller
- 1998: Der Eisbär
- 1998: Gunst der Stunde
- 1998: Ich schenk dir meinen Mann
- 1999: Der große Bagarozy
- 1999: Kismet
- 1999: Bienzle und die blinde Wut
- 2000: Der Zufall und das Ende
- 2000: Direkt ins Herz
- 2001: Lammbock
- 2001: Dich schickt der Himmel
- 2001: Die Reise nach Kafiristan
- 2001: Der Zimmerspringbrunnen
- 2002: Verrat
- 2004: Mein Bruder ist ein Hund
- 2005: Drei Schwestern - Made in Germany
- 2007: Der Weiße mit dem Schwarzbrot (com a col·laborador)
- 2009: Résiste - Aufstand der Praktikanten
- 2009: Altlasten
- 2011: Dann kam Lucy
- 2012: Schleuderprogramm
- 2014: Bestefreunde
- 2015: Pampa Blues
- 2015: Meister des Todes
- 2016: Sympathisanten - Unser Deutscher Herbst (com a col·laborador)
- 2017: Für jede Lösung ein Problem

### Llibres
Els llibres que ha publicat són els següents:
- 1984: Nadja: Erzählungen u. Fragm., troemfeld/Roter Stern, ISBN 3-87877-235-1 (publicat de nou el 1986).
- 1986: Bilder einer Ausstellung: Erzählungen, Rowohlt, ISBN 3-498-07309-5.
- 2002: Gadhafi lässt bitten: Novelle, Klampen Verlag, ISBN 3-933156-63-7.
- 2011: Es: Traumtrilogie, Klampen Verlag, ISBN 978-3-86674-140-9.
- 2011: Der Fluch der Dogon, Nautilus Verlag, ISBN 978-3-89401-749-1.
- 2012: Dieu est grand: malische Geschichten, Schmitz, ISBN 978-3-927795-57-0.
- 2013: Reden statt schießen: Militärputsch in Malis Kultur des Dialogs. Ein Tagebuch, Prospero Verlag, ISBN 978-3-941688-48-3.
- 2015: Verlogen, dumm und unverschämt: Kulturindustrie von 1977 bis heute, Oktober Verlag, ISBN 978-3-944369-50-1.
- 2016: Selbstentführung, Retap Verlag, Düsseldorf, ISBN 978-3-931988-31-9.
- 2017: RAF oder Hollywood: Tagebuch einer gescheiterten Utopie, Klampen Verlag, ISBN 978-3866745582.
- 2019: Reden statt schießen: die Kultur des Dialogs in Mali. Ein Tagebuch, Klampen Verlag, ISBN 978-3-86674-586-5.
- 2020: Politik des Traums: Kunstwerk Traum - Schlüssel zur Utopie, Klampen Verlag, ISBN 978-3-86674-620-6.

### Obres radiofòniques
- 1994: The Blind Spot - Director: Karlheinz Liefers (obra de ràdio - ORB / WDR)